# Waldemar Mariz de Oliveira Junior
Waldemar Mariz de Oliveira Junior (São Paulo, 12 de janeiro de 1923 — 10 de janeiro de 2001) foi um advogado e jurista brasileiro.

## Biografia
Tornou-se bacharel em Direito pela Faculdade de Direito da Universidade de São Paulo, em 1946. Advogou de 1947 a 1979, com um breve período de afastamento entre 1973 e 1975. Membro do São Paulo Futebol Clube nas gestões de Laudo Natel, foi convidado por este quando governador de São Paulo para ocupar o cargo de secretário estadual de justiça entre 1973 e 1975, com uma breve passagem pelo cargo de secretário de segurança em 1974.
Em 11 de dezembro de 1979 ingressou na magistratura pelo quinto dos advogados, tornando-se juiz do Segundo Tribunal de Alçada Cível do Estado de São Paulo. Posteriormente tornou-se desembargador do Tribunal de Justiça de São Paulo através de decreto em 10 de fevereiro de 1983, tomando posse em 23 de fevereiro de 1983.
Aposentou-se compulsoriamente aos 70 anos, retomando suas atividades como advogado. Teve três filhos: Antônio Cláudio Mariz de Oliveira, José Eduardo Mariz de Oliveira e Waldemar Mariz de Oliveira Neto.

## Atividades e cargos
- Catedrático da Faculdade de Direito da Pontifícia Universidade Católica de São Paulo na cadeira de Direito Processual Civil, por concurso de títulos e provas realizado em 1970.
- Fundador, membro efetivo, tesoureiro e presidente da Academia Paulista de Direito. Ocupou a cadeira nº 14, cujo patrono é o Professor Dr. Gabriel José Rodrigues de Rezende Filho.
- Presidente e tesoureiro da Associação dos Advogados de São Paulo.
- Secretário de Justiça e Segurança Pública do Estado de São Paulo no Governo de Laudo Natel.
- Presidente por 12 anos do conselho deliberativo do São Paulo Futebol Clube.